# Abd-as-Sàyyid (nom)
Abd-as-Sàyyid és un nom masculí teòfor àrab islàmic (àrab: عبد السيد, ʿAbd as-Sayyid) que literalment significa ‘Servidor del Senyor’, essent «el Senyor» un atribut de Déu. Si bé Abd-as-Sàyyid és la transcripció normativa en català del nom en àrab clàssic, també se'l pot trobar transcrit Abdul Sayyid, ‘Abdul Sayyied... normalment per influència de la pronunciació dialectal o seguint altres criteris de transliteració. Com a teòfor, també el duen musulmans no arabòfons que l'han adaptat a les característiques fòniques i gràfiques de la seva llengua.